# LSV Bug
Der Luftwaffen Sportverein Bug war ein kurzlebiger Sportverein im Deutschen Reich mit Sitz auf der Landzunge Bug auf Rügen, auf dieser Landzunge befand sich auch ein Seefliegerhorst.

## Geschichte
Der LSV trat bereits in der Saison 1941/42 in der 1. Klasse Pommern an. Im Dezember 1941 zog sich die Mannschaft allerdings zurück und alle bisher gespielten Spiele wurden annulliert. Erst wieder in der Saison 1943/44 trat der LSV als Neuling in der 1. Klasse Pommern an. Dort platzierte sich der Verein nach acht gespielten Spielen mit 5:11 Punkten auf dem fünften Platz. Zur neuen Saison wurden alle Vereine die noch am Spielbetrieb teilnehmen konnten in die Gauliga Pommern eingeteilt und dort in sogenannte Sportkreisgruppen eingeteilt. Die Gruppe Stralsund des Abschnitt West wurde dem LSV zugeteilt. Es ist allerdings nicht überliefert ob überhaupt jemals ein Spielbetrieb stattfand. Spätestens am Ende des Zweiten Weltkriegs wurde der Verein dann auch aufgelöst.